# Olivier Moncelet
Olivier Guy Jacques Marie Moncelet (ur. 5 grudnia 1970) – francuski wioślarz. Srebrny medalista olimpijski z Atlanty.
Zawody w 1996 były jego jedynymi igrzyskami olimpijskimi. Srebrny medal zdobył w czwórce bez sternika, zwyciężyli Australijczycy. Osadę tworzyli ponadto Gilles Bosquet, Daniel Fauché i Bertrand Vecten. W tej samej konkurencji był srebrnym medalistą mistrzostw świata w 1997.